# Gemmula monilifera
Gemmula monilifera is een slakkensoort uit de familie van de Turridae. De wetenschappelijke naam van de soort is voor het eerst geldig gepubliceerd in 1860 door Pease.